# Polo Tecnológico Rosario

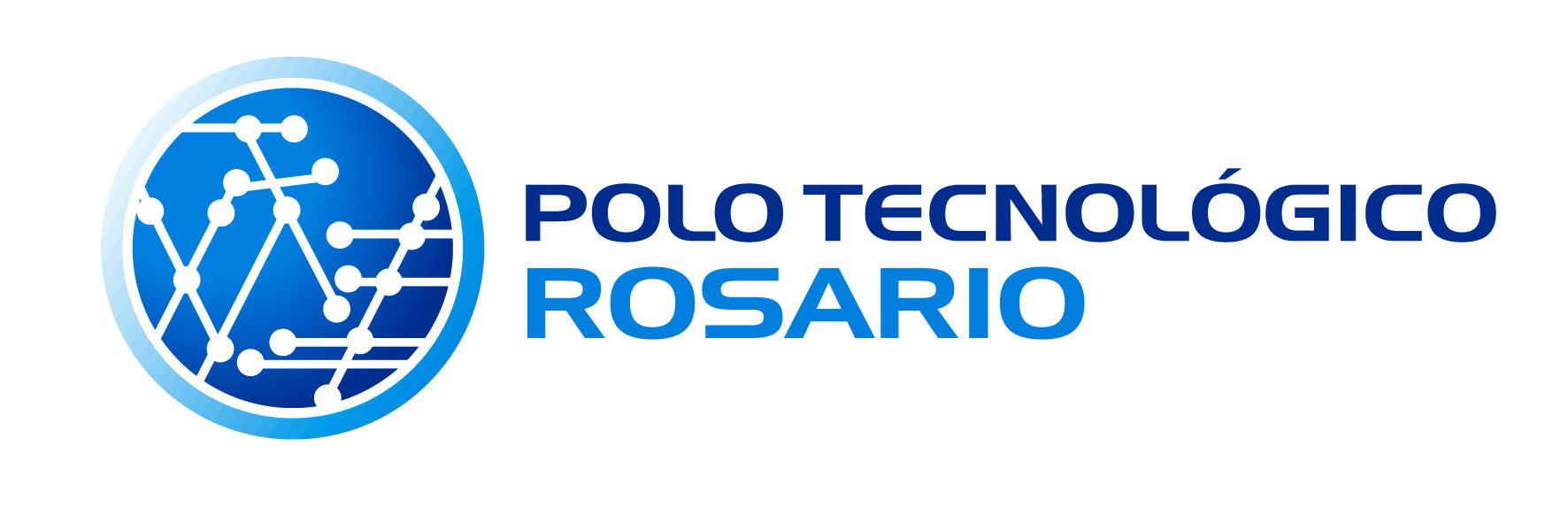
Logotipo Polo Tecnólogico Rosario

El Polo Tecnológico Rosario (PTR) es un complejo productivo de tecnología que, bajo la forma de asociación civil, nuclea empresas, universidades y a los gobiernos provincial y municipal, promoviendo la innovación y el desarrollo local en la región.
Cuenta con más de 70 empresas socias, dedicadas a la producción de software y servicios informáticos, biotecnología, ingeniería y comunicaciones, entre otros sectores de actividad.

## Objetivos
El Polo Tecnológico Rosario es, junto con el Gobierno de la Provincia de Santa Fe y la Municipalidad de Rosario, el promotor principal de Zona i, un parque científico tecnológico ubicado en la zona sur de la ciudad de Rosario.
Tiene entre sus objetivos principales, posicionar a Rosario y su región como un centro de referencia internacional en el desarrollo científico y la innovación tecnológica a través de nuevas formas de gestión que articulen los ámbitos públicos, privados y científicos. Para ello cuenta entre sus ejes de trabajo con actividades vinculadas a:
- Promover, facilitar y estimular el crecimiento y la capacidad exportadora de las Empresas de Base Tecnológica (EBTs).
- Promover la creación de parques tecnológicos e incubadoras de empresas.
- Fortalecer la educación en áreas tecnológicas.
- Fomentar la vinculación empresa-ciencia.
- Promover la calidad en los procesos y productos de las EBTs.
- Atraer inversiones en EBTs. Potenciar un ambiente emprendedor en la región.

## Historia
El 8 de septiembre de 2000, la Municipalidad de la Ciudad de Rosario, el Gobierno de la Provincia de Santa Fe, el Concejo Municipal de la Ciudad de Rosario, junto a la Universidad Nacional de Rosario, la Universidad Austral y la Fundación Libertad, con las empresas BLC S.A., Grupo Consultar y Grupo Tesis; firmaron de un documento para promover el desarrollo tecnológico en la ciudad de Rosario y su área de influencia.

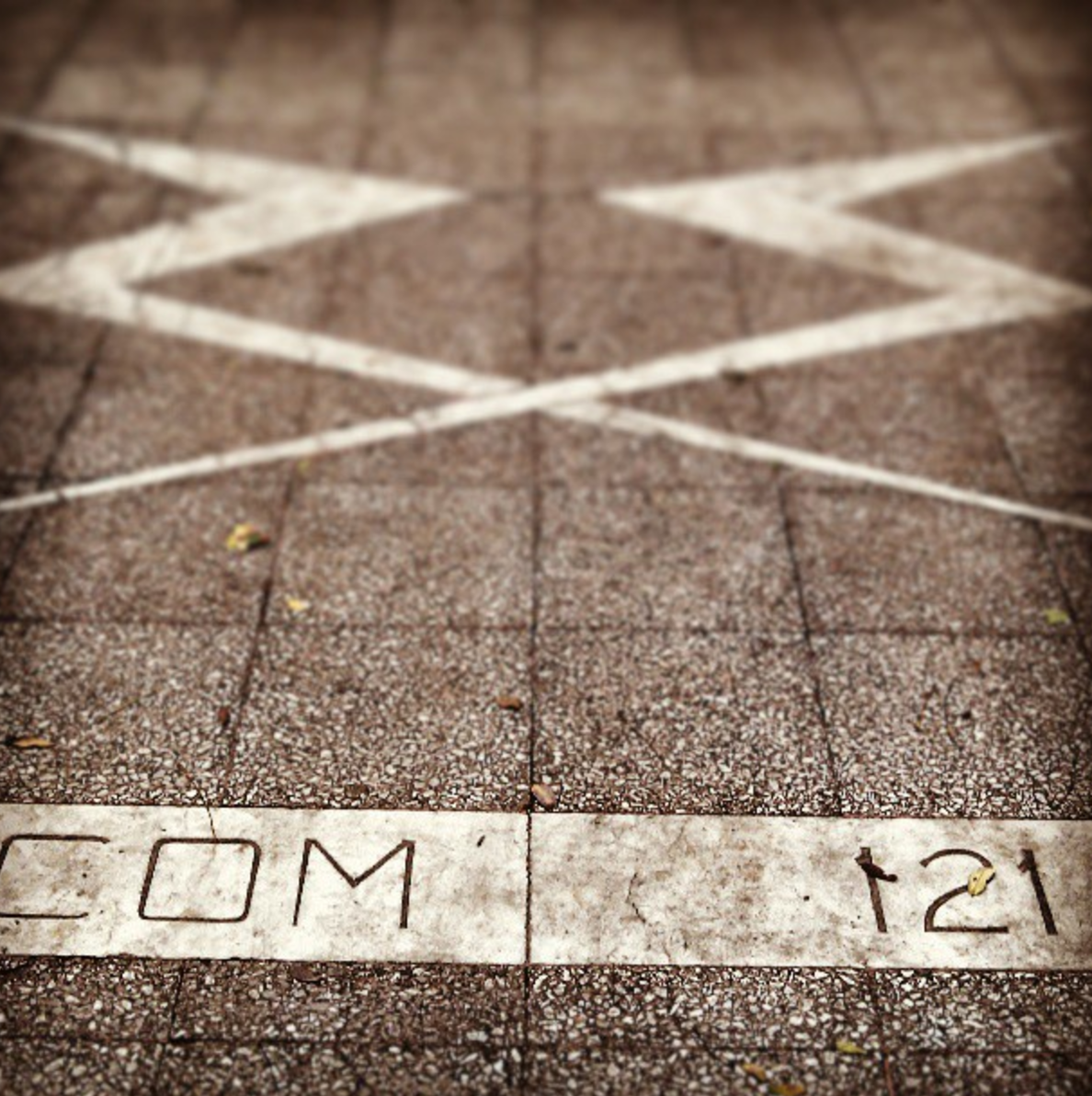
Logo del ex-batallón de comunicaciones 121 en el ingreso a lo que era el antiguo casino de oficiales.

Durante los primeros años de su evolución institucional, se realizaron esfuerzos para constituirlo formalmente como una asociación civil, con visión y misión específicas que materializaran una característica distintiva de la institución, como lo es el consenso público - privado.
Así, se avanzó en el desarrollo de proyectos asociativos como valor diferencial de la institución; destacándose especialmente la conformación del primer grupo de empresas de software, para la certificación de normas de calidad CMMI.
Esta experiencia abrió la posibilidad de generar un proyecto de mayor alcance, como el Laboratorio de Calidad en TI, con el objetivo de prestar servicios a nuevos grupos de empresas para la certificación de normas de calidad, el cual se encuentra operativo desde fines del 2005. Asimismo, el Polo tuvo una importante participación en las discusiones que se dieron en distintos niveles y en los Foros de Competitividad Nacionales, acerca del reconocimiento del sector de software como Industria; y en la aprobación de la Ley de Promoción de la Industria de Software.
Hacia el año 2005, se adoptó la decisión estratégica de incorporar a nuevos sectores tecnológicos que presentaban un potencial de sinergia con el de software, como el de Telecomunicaciones y el de Bio (Bioingeniería y Biotecnología); los cuales se fueron integrando paulatinamente otorgándole a la institución un perfil tecnológico multisectorial.
En el 2006, se realizó un replanteo estratégico de los objetivos institucionales, atendiendo a esta nueva conformación y a los nuevos desafíos del contexto regional, en la idea de profundizar el posicionamiento local innovador; creándose para tal efecto una nueva estructura funcional con mayor capacidad operativa y generando a la vez, espacios de participación de los asociados en comisiones de trabajo específicas. Tales iniciativas han posibilitado continuar incrementando el nivel de actividad institucional, tanto cualitativa como cuantitativamente
De este modo, el PTR continúa trabajando para alimentar un modelo de innovación y desarrollo, de producción de alto valor agregado y especialización, sustentable a largo plazo, e independiente de los cambiantes escenarios políticos y económicos, impulsando de esta manera el desarrollo y el posicionamiento tecnológico de la ciudad de Rosario en el ámbito local e internacional.

## Zona i
La sede actual del PTR se encuentra en la Nave 2 de Zona i. Un Nodo Tecnológico de vanguardia que impulsa dinámicas de innovación colaborativas para la producción de tecnologías, actividades científicas y educativas y la generación de empleo joven de calidad. Cinco hectáreas que asocian empresas de base tecnológica, emprendedores e instituciones del conocimiento abriendo posibilidades para la mejora de la competitividad regional, la inclusión social y la creación de empleos de alta calidad.
Se trata de una iniciativa promovida por el Gobierno de la Provincia de Santa Fe junto al Polo Tecnológico Rosario (empresas tecnológicas, universidades y gobiernos) y la Municipalidad de Rosario.

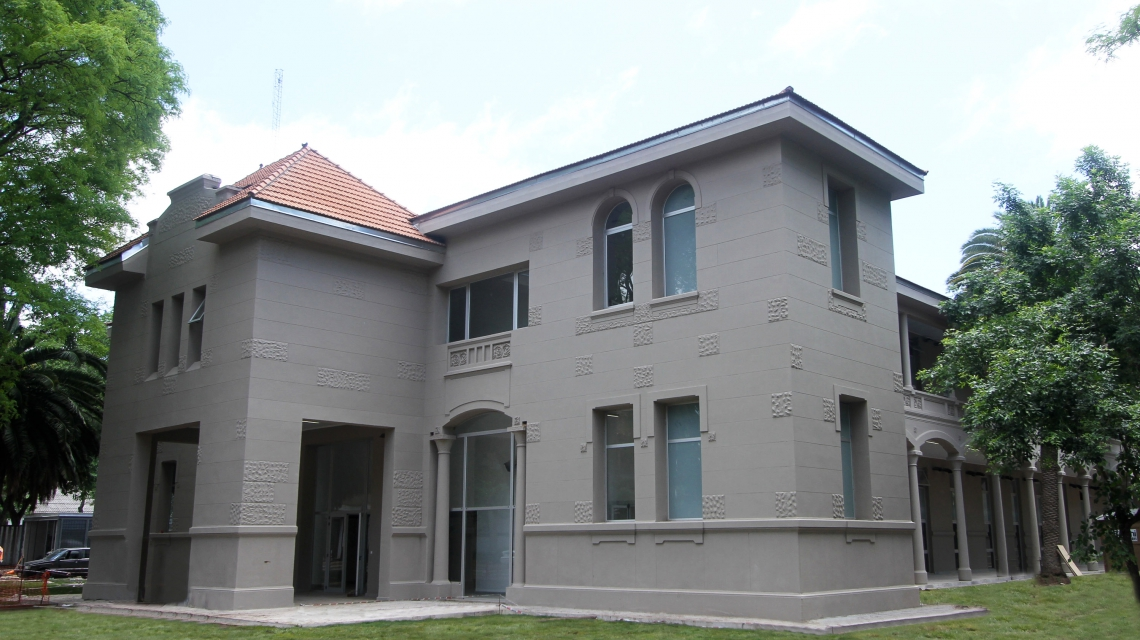
El primer edificio del parque tecnológico denominado Zona i - Área Tecnológica Nodo Rosario, en el predio del ex Batallón 121 de Comunicaciones.

Se constituyó como Parque Tecnológico Oficial Provincial a través del Decreto Provincial N°4261/12, y mediante la firma de un Acuerdo entre el Gobierno de la Provincia de Santa Fe y Polo Tecnológico Rosario, ratificado por el Decreto Provincial N°35/2013.
En una extensión de aproximadamente 5 hectáreas del predio del Ex Batallón 121 de Comunicaciones, “Zona i” dispone de diversos espacios físicos para la radicación de empresas, emprendedores e instituciones del conocimiento e innovación.

## On Mind
On Mind es el programa de capacitación del PTR que se desenvuelve en una plataforma en línea y en clases presenciales. Ofrece de manera regular capacitaciones en: lenguajes de programación, desarrollo web, programación orientada a objetos, videojuegos, desarrollo de aplicaciones web y móvil.
Desde su conformación en el año 2011, ha capacitado a más de 1000 personas.